# Tipula (Eumicrotipula) bigotiana
Tipula (Eumicrotipula) bigotiana is een tweevleugelige uit de familie langpootmuggen (Tipulidae). De soort komt voor in het Neotropisch gebied.